# Quadrângulo de Tharsis

Mapa do quadrângulo de Tharsis indicando as principais formações. Tharsis contém muitos vulcões, incluindo o Olympus Mons, o maior vulcão conhecido no Sistema solar. Note Ceraunius Tholus, que apesar de parecer pequeno, tem a mesma altura do Monte Everest, na Terra.

O quadrângulo de Tharsis é um de uma série de 30 quadrângulos em Marte estabelecidos pelo Programa de Pesquisa de Astrogeologia do Serviço Geológico dos Estados Unidos (USGS em inglês). Também pode-se referir ao quadrângulo de Tharsis  como MC-9 (Mars Chart-9).
O quadrângulo cobre uma área que vai de 90° a 135º  longitude oeste e 0° a 30° latitude norte em Marte, essa região abriga a maior parte do Planalto de Tharsis. O platô é quase tão alto quanto o Monte Everest na Terra e quase tão vasto quanto a Europa inteira. Tharsis abriga um grupo de grandes vulcões.  Olympus Mons é o maior deles.

## Vulcões
Tharsis é uma terra de grandes vulcões.  Olympus Mons é o maior vulcão conhecido no Sistema Solar.  Ascraeus Mons e Pavonis Mons possuem extensões de no mínimo 321,87 km e se elevam 9,66 km acima do platô no qual elas estão localizadas—e, o platô se situa de três a 6,4 km acima da altitude zero de Marte.  Pavonis Mons, o vulcão intermediário em uma série de três vulcões, se situa no equador do planeta. Mons é o termo utilizado para grandes elevações no terreno marciano. Tholus é semelhante, porém menor. Uma patera é mais achatada e semelhante a um vulcão com uma abertura gigantesca. De fato, uma patera é formada quando o topo de um vulcão desaba devido à sua câmara magmática estar vazia. O Lago Crater no Oregon se formou dessa maneira. Vários vulcões se alinham numa reta na Cordilheira de Tharsis. Dois grandes destes no quadrângulo de Tharsis são: Ascraeus Mons e Pavonis Mons. Uma explicação proposta é a de que essas elevações são resultado do movimento das placas, as quais na Terra estão por trás da formação de ilhas e vulcões.

Formações ao redor de Olympus Mons.
Região de Olympus Mons.
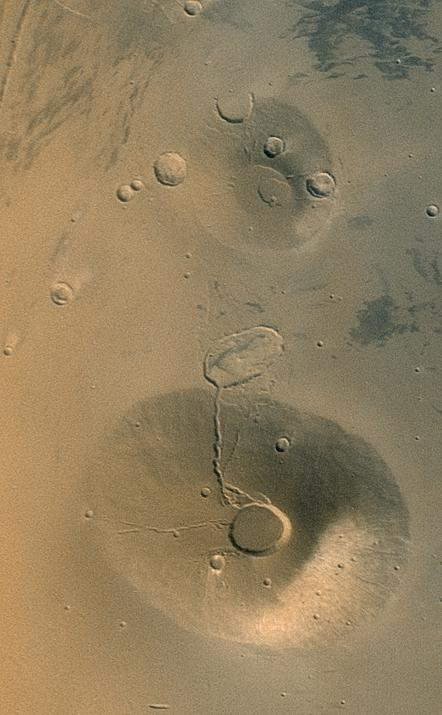
O vulcão na parte inferior é Ceraunius Tholus o vulcão na parte superior é Uranius Tholus, visto pela Mars Orbiter Camera, da Mars Global Surveyor. Ceraunius Tholus tem a mesma altura do Monte Everest na Terra.
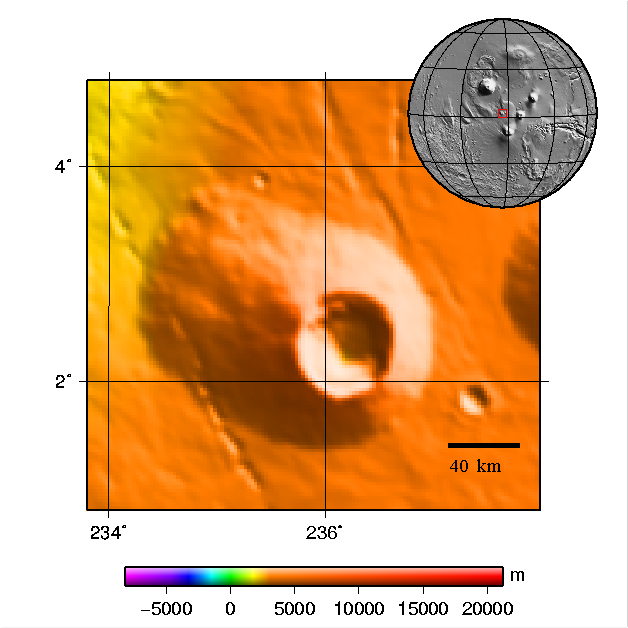
Topografia de Biblis Patera.
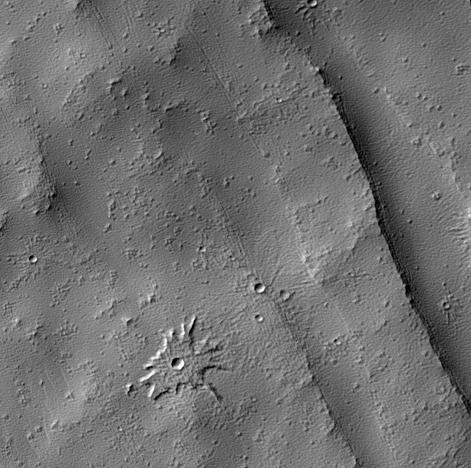
Cratera pedestal de Biblis Patera, vista pela HiRISE.
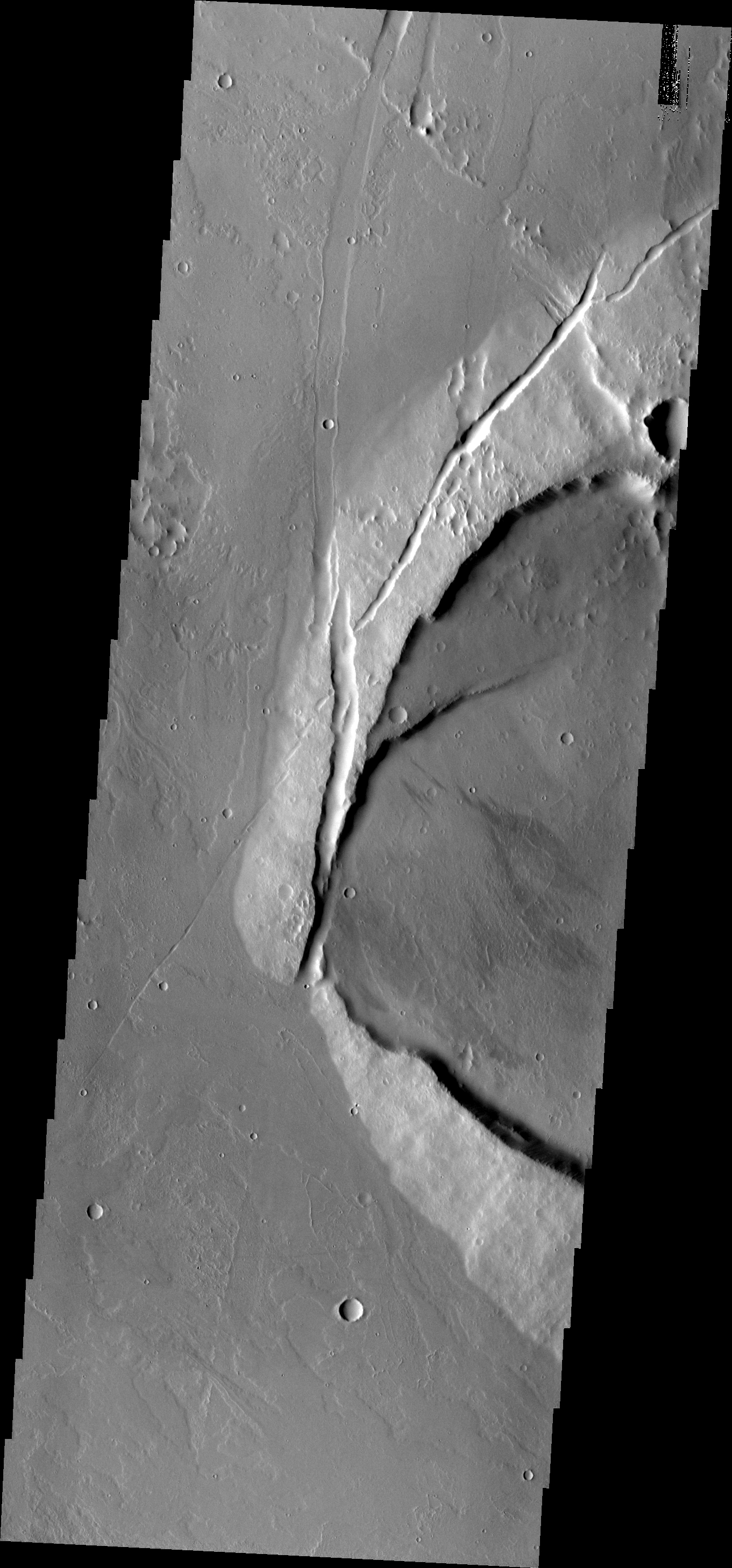
Parte ocidental de Jovis Tholus, visto pela THEMIS.
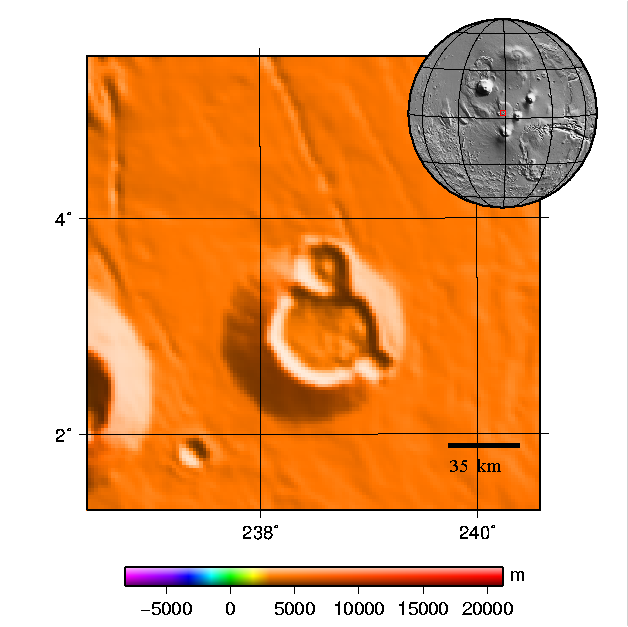
Topografia de Ulysses Patera.
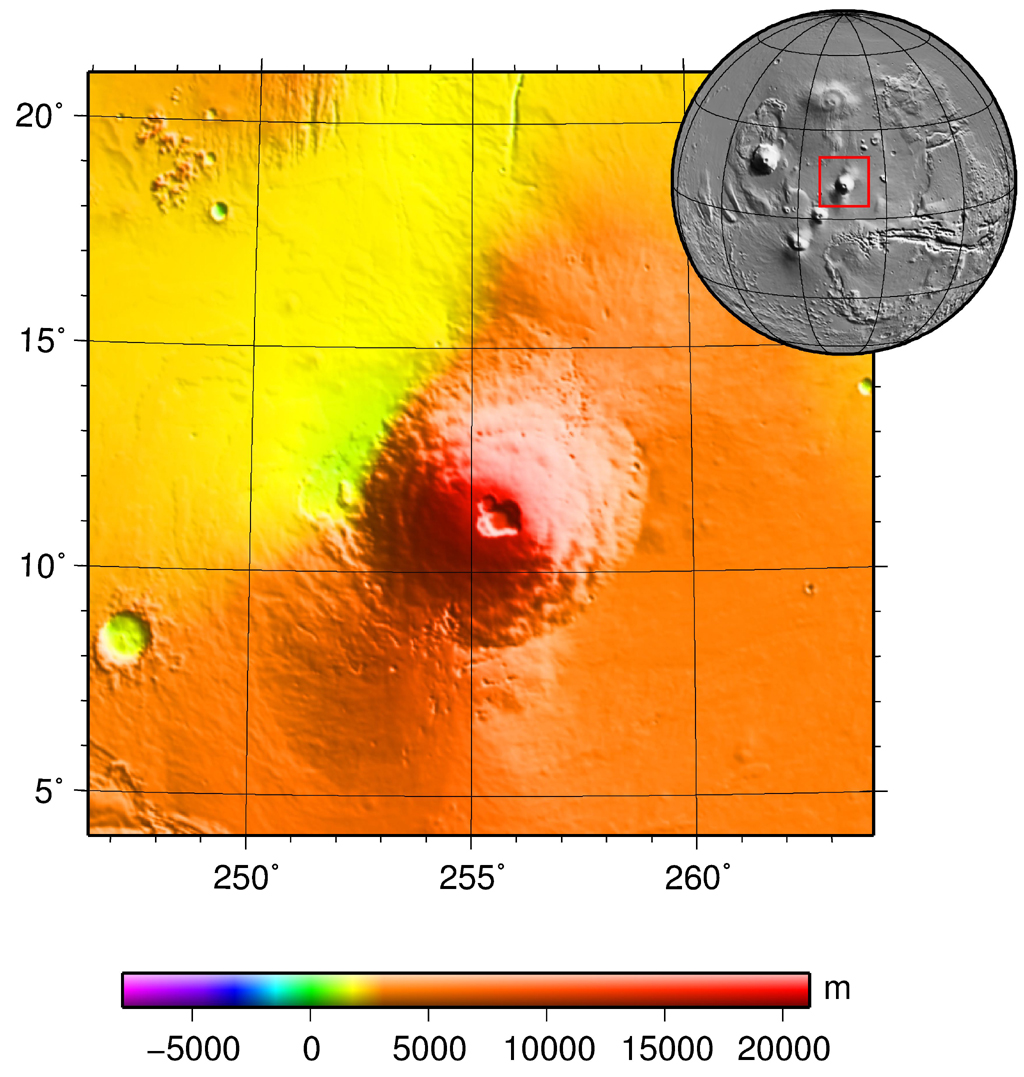
Topografia de Ascraeus Mons.
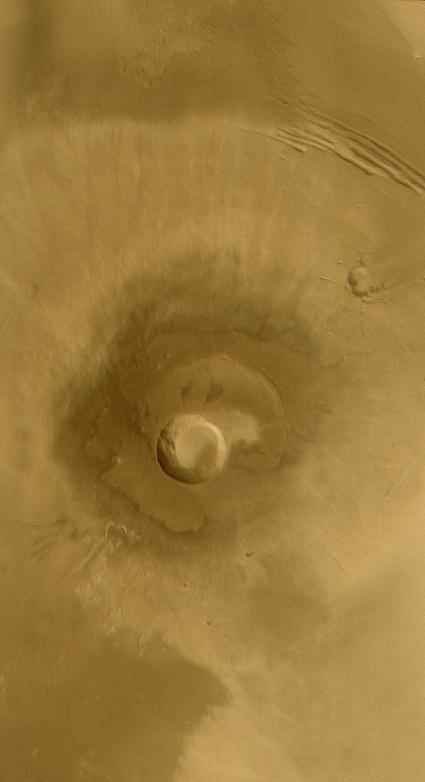
Pavonis Mons.

## Tharsis mudou o clima
Alguns cientistas sustentam a tese de que a grande massa de Tharsis teve grande influência no clima de Marte. Vulcões liberam grandes quantidades de gases quando entram em erupção. Esses gases são geralmente vapor d’água e dióxido de carbono. Estimativas estabelecem a quantidade de gás liberado como sendo o suficiente para fazer da atmosfera mais densa que a da Terra. Ainda, o vapor d’água dos vulcões poderia ter gerado água o bastante para submergir toda a superfície de Marte sob 120 metros de água. É claro, sabe-se que o gás carbono é um gás estufa. Ele eleva a temperatura de um planeta aprisionando calor na forma de radiação infra-vermelha. Dessa forma a erupção de lava em Tharsis poderia ter tornado as condições climáticas de Marte semelhantes às da Terra no passado. Marte pode ter tido uma atmosfera muito mais densa e aquecida. Oceanos e/ou lagos podem ter existido.

## Fossa
O quadrângulo de Tharsis também abriga grandes fraturas (depressões extensas e estreitas) chamadas fossae na linguagem geográfica utilizada para Marte. Fossae nessa área são Ulysses Fossae, Olympica Fossae, Ceraunius Fossae, e Tractus Fossae. Essas fraturas se formam quando a crosta é esticada até seu rompimento numa rachadura. Esse estiramento pode ser devido ao peso excessivo de um vulcão próximo. Fossae/buracos de crateras são comuns próximos a vulcões no complexo vulcânico de  Tharsis e Elysium.  Uma fenda muitas vezes possui duas quebras com a sessão intermediária se movendo para baixo, deixando escarpas íngremes nos lados; uma fenda deste tipo é chamada um graben.  Estudos tem mostrados que em Marte uma falha pode atingir uma profundidade de até 5 km. Além do mais, a rachadura ou falha às vezes se alarga e dilata. O alargamento ocasiona a formação de um grande volume de espaço vazio. Quando material desliza para dentro da fenda, uma cratera de buraco ou cadeia de crateras de buraco se forma. Crateras de buraco não possuem bordas ou ejecta ao redor, tal como crateras de impacto. Em Marte, crateras de buraco individuais muitas vezes mergem formando cadeias ou até mesmo formando sulcos muitas vezes fracionados.  Outras ideias tem sido propostas para explicar a formação de fossas e crateras de buraco. Há evidencias de que estes estejam associado a diques de magma. Magma pode se mover através do subterrâneo desfazendo as rochas e, mais importante, derretendo o gelo. A ação resultante poderia ser a abertura de uma rachadura na superfície. Crateras de buraco não são comuns na Terra.  Dolinas, onde o chão desaba deixando um buraco (às vezes no meio de uma cidade) lembram crateras de buraco em Marte. No entanto, na Terra esses buracos são causados por rochas arenosas sendo dissolvidas causando como consequência um buraco no solo.
Conhecimento dessas localizações e mecanismos de formação de crateras de buraco e fossae são importantes para a futura colonização de Marte pois estes locais podem ser reservatórios de água.

## Geleiras
Alguns cientistas veem provas de que há geleiras em muitos vulcões em Tharsis, incluindo Olympus Mons, Ascraeus Mons, e Pavonis Mons.  Ceraunius Tholus pode até mesmo ter tido suas geleiras derretidas formando lagos temporários no passado.

## Riscas Escuras nos Desfiladeiros
Muitas regiões em Marte exibem exibem riscas escuras nos desfiladeiros (Dark Slope Streaks); elas podem ser observadas logo à esquerda de Tharsis Tholus, em Ceraunius Fossae, e em Olympica Fossae. Essas riscas são comuns em Marte. Elas ocorrem nos íngremes barrancos das crateras, fendas e vales. As riscas são escuras em princípio. Elas clareiam com o passar do tempo. Às vezes elas tem início em um ponto minúsculo, então elas se expandem por centenas de metros. Foi observado que elas correm ao redor de obstáculos, como penedos.  Acredita-se que avalanches de poeira clara que expõem uma camada inferior mais escura. No entanto, várias ideias tem sido elaboradas para explicar essas riscas. Algumas envolvem água ou até mesmo o crescimento de organismos. As riscas aparecem em áreas cobertas por poeira. Grande parte da superfície de Marte é coberta por poeira. Poeira fina da atmosfera cai cobrindo tudo. Sabe-se muito a respeito disso pois os painéis solares da Mars Rover ficam cobertos por poeira, reduzindo dessa forma a energia elétrica. A potência dos rovers foi restaurada muitas vezes pelo vento, na forma de redemoinhos, limpando os painéis aumentando a geração de eletricidade. Tempestades de areia são frequentes, especialmente quando a estação da primavera tem início no hemisfério sul. Nessa época, Marte se encontra 40% mais próximo do sol. A órbita de Marte é muito mais elíptica que a da Terra. Isto é, a diferença entre o ponto mais distante e o mais próximo do sol varia muito em Marte, mas muito pouco na Terra. Ainda, a cada poucos anos o planeta inteiro é tomado por tempestades de poeira. Quando a sonda Mariner 9 da NASA aterrissou no planeta, nada podia ser visto através da tempestade de areia. Outras tempestades de poeira globais tem sido observadas desde então.

## Outras formações no quadrângulo de Tharsis

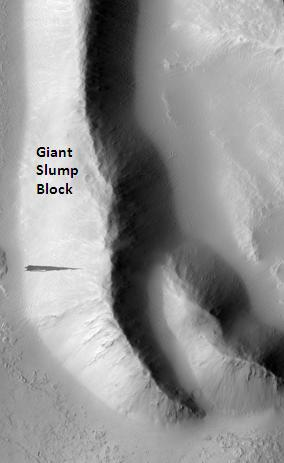
Bloco de Tharsis Tholus, visto pela HiRISE. Esse bloco provavelmente afetou Tharsis Tholus, que se situa pouco à direita.
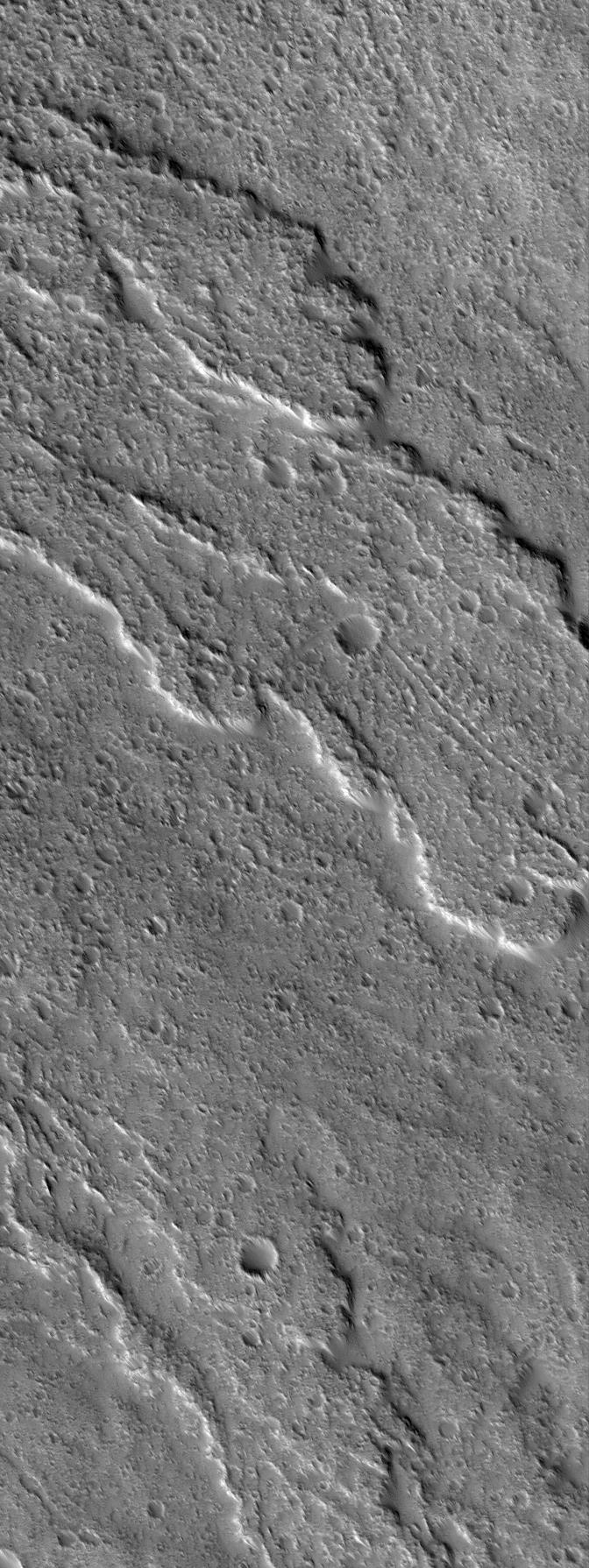
Fluxo de lava no quadrângulo de Tharsis.
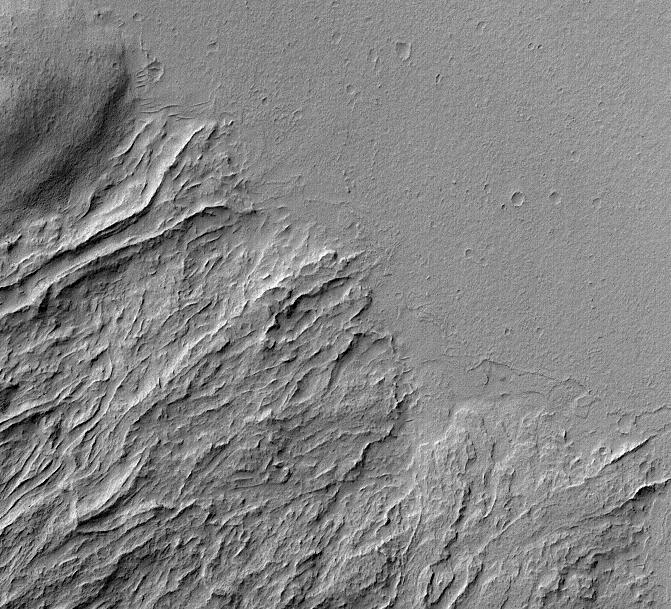
Essa imagem exibe tanto fluxos recentes e antigos de lava da base do Olympus Mons. A planície é o fluxo recente. O fluxo antigo possui canais e diques em suas delimitações. A presença de diques é muito comum em muitos fluxos de lava.